# Confederação Sul-Americana de Basquetebol
A Confederação Sul-Americana de Basquete ou CONSUBASQUET é a confederação dos países sul-americanos para o basquetebol, criada em 1922. Organizou campeonatos até 2008, quando foi descredenciada pela FIBA por utilizar bolas de fornecedores diferentes das que a FIBA Américas firmou contrato, em duas competições oficiais. Em seu lugar, a FIBA credendiou a ABASU - Asociación del Basquetbol Sudamericano para ser a representante sul-americana na organização e gerenciamento das competições do continente, juntamente com a FIBA Américas. Em 2017, a CONSUBASQUET voltou a ser representante do basquete sul-americano e a organizar as competições.

### Membros
Dez federações nacionais de basquete são associadas à Consubasquet, representando todos os estados independentes da América do Sul, exceto as federações nacionais do Suriname e da Guiana.

### Competições organizadas

#### Clubes
- Liga Sul-Americana de Basquete
- Liga Sul-Americana de Basquetebol Feminino
- Campeonato Sul-Americano de Clubes Campeões (extinto)

#### Seleções
- Campeonato Sul-Americano de Basquetebol Masculino
- Campeonato Sul-Americano de Basquetebol Feminino
- Sul-Americano Sub-17 Masculino
- Sul-Americano Sub-17 Feminino
- Sul-Americano Sub-15 Masculino
- Sul-Americano Sub-15 Feminino